# Manuel Granell
Manuel Granell (Oviedo, 1906 - Caracas, 12 de novembro de 1993) foi um filósofo espanhol, um discípulo de José Ortega y Gasset, que viveu a maior parte de sua vida na cidade de Caracas, Venezuela, onde fez seus melhores trabalhos enquanto cultivava conhecimentos na faculdade de Humanidades da Universidade Central da Venezuela, dos quais ele era professor de filosofia.

## livros
- Cartas filosóficas a una mujer, Revista de Occidente, Madrid 1946.
- Estética de Azorín, Biblioteca Nueva, Madrid 1949.
- Lógica, Revista de Occidente, Madrid 1949.
- El humanismo como responsabilidad, Taurus, Madrid 1959.
- Ortega y su filosofía, Revista de Occidente, Madrid 1960. Segunda edición revisada: Editorial Equinoccio, Caracas 1980.
- Del pensar venezolano, Editorial Catana, Caracas 1967.
- El hombre, un falsificador, Revista de Occidente, Madrid 1968, 281 páginas.
- La vecindad humana. Fundamentación de la Ethología, Revista de Occidente, Madrid 1969, 527 páginas.
- Ethología y existencia, Editorial Equinoccio, Caracas 1977.
- Humanismo integral (Antología filosófica), Editorial Noega, Gijón 1983.

## outras publicações
- La experiencia trascendental.
- La ocultación del espíritu.
- Asedio a Ortega.
- El enseñar, la Universidad y otros ensayos.
- La huella del estilo. Ensayos y semblanzas literarias.
- Azorín, Baroja y Clarín.